# جانيت شميد
جانيت شميد (بالتشيكية: Jeanette Schmid)‏ هي موسيقية تشيكية، ولدت في 6 نوفمبر 1924 في Volary ‏ في التشيك، وتوفيت في 9 مارس 2005 في فيينا في النمسا.

## وصلات خارجية
- جانيت شميد على موقع قاعدة بيانات برودواي على الإنترنت (الإنجليزية)